# Židovský hřbitov v Hřešihlavech
Židovský hřbitov v Hřešihlavech se nalézá v lese za potokem při silnici vedoucí z obce Hřešihlavy na východ k potoku Radubici a řece Berounce. Přístupný je po červeně značené turistické stezce vedoucí z Hřešihlav.
V areálu se dochovalo přes padesát náhrobních kamenů s datací 1826–1911, kdy zde proběhl poslední obřad. Ohradní zeď je na několika místech pobořena, takže je areál volně přístupný, a z márnice na severovýchodu hřbitova zůstaly jen zbytky obvodového zdiva.
Hřbitov v Hřešihlav patří do majetku Federace židovských obcí a od roku 2017 postupně probíhá jeho obnova.